# Episodi di Blood of Zeus (seconda stagione)
La seconda stagione della serie animata Blood of Zeus è stata interamente pubblicata a livello internazionale il 10 maggio 2024 su Netflix.
| n. | Titolo originale   | Titolo italiano     | Pubblicazione USA | Pubblicazione Italia |
| -- | ------------------ | ------------------- | ----------------- | -------------------- |
| 1  | A Shadow Emerges   | Emerge un'ombra     | 10 maggio 2024    | 10 maggio 2024       |
| 2  | Weights & Measures | Pesi e misure       | 10 maggio 2024    | 10 maggio 2024       |
| 3  | Winter is Born     | L'inverno è nato    | 10 maggio 2024    | 10 maggio 2024       |
| 4  | Funeral Games      | Giochi funerari     | 10 maggio 2024    | 10 maggio 2024       |
| 5  | Judgement Day      | Giorno del giudizio | 10 maggio 2024    | 10 maggio 2024       |
| 6  | Crossing Paths     | Destini incrociati  | 10 maggio 2024    | 10 maggio 2024       |
| 7  | The Hidden Realm   | Il regno nascosto   | 10 maggio 2024    | 10 maggio 2024       |
| 8  | The Three Trials   | Le tre prove        | 10 maggio 2024    | 10 maggio 2024       |

## Emerge un'ombra
- Diretto da: Jae H. Kim e Jae Woo Kim
- Scritto da: Charles Parlapanides e Vlas Parlapanides

Durante la battaglia dell'Olimpo, Ade, dio dei morti e sovrano dell'Oltretomba, ordina ai suoi servi di raggiungere il tempio di Zeus e rubare la Pietra Eleusina, un potente manufatto che garantisce al suo portatore un potere illimitato e il diritto di governare l'Olimpo. Allo stesso tempo, Zeus ordina a Estia e Atena di prendere la pietra e portarla da Gaia, la dea primordiale della Terra, per tenerla al sicuro. Nonostante l'attacco dei soldati di Ade (che si fanno aiutare anche dalle Chere), Estia riesce a raggiungere il monte Ida, a Creta, e dare la pietra a Gaia, la quale la porta nel regno nascosto, dove Zeus fu allevato senza che suo padre Crono lo vedesse. Dopo che i servi di Ade non riescono ad acquisire la pietra, Persefone, la moglie di Ade, suggerisce di reclutare l'ormai defunto Seraphim, poiché il suo sangue gigante gli permette di entrare nel regno nascosto. Dopo la battaglia, Gaia appare in sogno ad Heron e gli dice di recuperare la spada forgiata da Zeus per salvare Seraphim.

## Pesi e misure
- Diretto da: Jae H. Kim e Joshua Covey
- Scritto da: Charles Parlapanides e Vlas Parlapanides

Sul luogo della morte di Seraphim, Alexia cerca di confortare Heron, ma lui simpatizza con l'odio di Seraphim per gli dei e rifiuta di rispondere ad una convocazione delle Moire. Nell'Oltretomba, Seraphim rifiuta i tentativi di Ade di intimidirlo, scegliendo di essere giudicato. I re Minosse, Radamanto ed Eaco giudicano e condannano Seraphim alla prigionia nel Tartaro. Con l'inizio della primavera sulla Terra, Persefone lascia nuovamente Ade e i loro figli. Ade visita Seraphim durante la sua tortura e gli racconta le origini della pietra Eleusina: millenni fa quando nacquero i giganti, nacque anche una terribile bestia talmente potente da superare in potenza i titani e i giganti messi insieme. Quando la Gigantomachia terminò, il mostro emerse dal mare e cominciò a portare morte e distruzione nel mondo. Gli dei decisero di intervenire e alla fine, dopo una estenuante e faticosa battaglia, riuscirono a sconfiggere la Bestia e ad imprigionarla sotto il monte Etna; ma poiché era elementale non potevano distruggerla. Così gli dei chiesero aiuto a Ecate, la dea anatolica della magia, la quale lanciò un incantesimo che avrebbe sigillato la Bestia per sempre, a patto che nessuna creatura vivente avesse mai pronunciato il suo nome, in caso contrario si sarebbe riappropriato del suo stesso potere, che la dea aveva raccolto e racchiuso in un diamante che divenne la Pietra Eleusina, risvegliandosi dall'incantesimo. Infine, il mondo fu diviso secondo tre pietre disegnate da Zeus, Poseidone e Ade. Zeus ed Era imbrogliarono per vincere la Pietra Eleusina, garantendo loro il dominio dell'Olimpo. Nonostante i torti subiti per mano degli dei, Seraphim rifiuta nuovamente di aiutare Ade.

## L'inverno è nato
- Diretto da: Jae H. Kim e Jae Woo Kim
- Scritto da: Charles Parlapanides e Vlas Parlapanides

Efesto concede a Heron una bussola che, con un pezzo di adamantio della stessa vena, lo guiderà alla spada forgiata da essa. Ade descrive a Seraphim come trovò insopportabile l'esistenza nell'Oltretomba finché non incontrò Persefone. Contro la volontà di Demetra, Persefone prese Ade come suo corteggiatore e si legò all'Oltretomba. Per placare Demetra, Zeus dichiarò che Persefone avrebbe risieduto lì solo sei mesi all'anno. Seraphim simpatizza quando Ade gli ricorda Gorgo, una sacerdotessa che amava come essere umano. Avevano intenzione di sposarsi finché Seraphim non avesse ucciso l'uomo che aveva ucciso Ariana, provocando il suo inseguimento nella grotta e mangiando il cadavere del gigante. Ade rivela che Gorgo ora è uno spettro, incapace di attraversare lo Stige, e incolpa Seraphim per averla abbandonata. In cambio del passaggio di Gorgo e della cancellazione del suo ricordo con le acque del Lete, Seraphim alla fine acconsente.

## Giochi funerari
- Diretto da: Jae H. Kim e Joshua Covey
- Scritto da: Charles Parlapanides e Vlas Parlapanides

Le Moire avvertono Heron che durante la battaglia dell'Olimpo un intruso sconosciuto è entrato nel loro tempio e gli ha tagliato il filo della vita e che presto morirà. Ade riporta Seraphim nel mondo dei vivi con il potere di alternare le sue forme umane e demoniache. Ai giochi funebri di Zeus, Ares sfida Heron e quasi lo picchia a morte in pigmachia finché non interviene Era, la quale si dichiara pentita delle azioni commesse. Gli dei quasi vengono alle mani sul diritto di Era di partecipare, quando Gaia arriva e dichiara che tra tre giorni, al termina del periodo di lutto, si terrà una sfida a cui potranno partecipare tutti i presenti; il vincitore otterrà la Pietra Eleusina e il titolo di nuovo sovrano dell'Olimpo. Lo spirito di Zeus concede ad Heron il suo anello con sigillo prima di essere portato nell'Oltretomba. Heron dice ai suoi amici che intende salvare Seraphim, con loro shock.

## Giorno del giudizio
- Diretto da: Jae H. Kim e Jae Woo Kim
- Scritto da: Charles Parlapanides e Vlas Parlapanides

Nell'Oltretomba, Zeus si riunisce brevemente con Elettra prima di essere portato in giudizio. Era e Ade testimoniano le virtù e i difetti di Zeus come sovrano; Alla fine Zeus viene condannato al Tartaro dopo aver confessato di aver intenzionalmente trascurato Seraphim. Heron e i suoi amici tornano a casa sua e scoprono una camera sotterranea, dove una visione di Zeus dice che è stato profetizzato che un semidio salverà il mondo dal ritorno della Bestia che nessuno osa nominare e che quel semidio potrebbe essere proprio Heron. Evios si separa da loro dopo aver saputo che un socio di un contrabbandiere è sfuggito alla prigione. Seraphim affronta lo Spezza-alberi, che ha ucciso Gorgo anche dopo aver risposto correttamente all'enigma per attraversare la sua gola. Nell'ucciderlo resta però ferito.

## Destini incrociati
- Diretto da: Jae H. Kim e Joshua Covey
- Scritto da: Charles Parlapanides e Vlas Parlapanides

Non trovando alcun pezzo di adamantino sulla cima della montagna originale, Heron e i suoi amici scoprono che le Chere si stanno nutrendo dei sopravvissuti della polis di Heron nelle miniere. Sono quasi sopraffatti finché Heron non evoca un fulmine per uccidere tutte le Chere tranne uno, con l'avvertimento di nutrirsi solo dei morti. Il leader dei sopravvissuti suggerisce che Elettra sia stata sepolta nel loro cimitero per gli eroi caduti. Demetra affronta Ade riguardo alla sua cospirazione, ma si offre di rimanere in silenzio se lei, Ade e Persefone governano come un triumvirato quando vincono la sfida di Gaia. Heron trova Seraphim svenuto per la ferita, non riconoscendolo nella sua forma umana, e lo rianima. Dopo essersi ripreso, Seraphim si astiene dall'uccidere Heron dopo averlo sentito confessare il suo desiderio di salvare Seraphim. Airone scopre l'adamantio nelle incisioni sulla tomba di Elettra. Gaia invia Iride, la messaggera degli dei primordiali, a consegnare la sua convocazione nel regno nascosto, dove i contendenti dovranno affrontare tre prove per la Pietra Eleusina.

## Il regno nascosto
- Diretto da: Jae H. Kim e Jae Woo Kim
- Scritto da: Charles Parlapanides e Vlas Parlapanides

Demetra scatena spore velenose sul mondo, uccidendo molti mortali e indebolendo gli altri dei, per far ricadere la colpa su Era. La bussola di Efesto conduce Heron e i suoi amici a Talos, che sta impazzendo e sta affondando le navi amazzoni. Recuperano la spada e con essa uccidono Talos, e Alexia si riunisce con sua zia. Atena affronta Persefone sulle attività di Ade. Seraphim raggiunge l'ingresso del regno nascosto, sorvegliato dai Cureti. Con gli Oneiroi li induce a bere l'acqua del Lete e li convince a lasciarlo passare.

## Le tre prove
- Diretto da: Jae H. Kim e Joshua Covey
- Scritto da: Charles Parlapanides e Vlas Parlapanides

Sull'Olimpo, Atena scopre che la responsabile delle spore è Demetra e lo comunica agli altri dei che prendono in ostaggio Persefone. Nel frattempo, nel regno nascosto, Seraphim affronta la prima prova dove rifiuta una falsa offerta di tornare indietro nel tempo e cambiare la sua vita, quindi uccide un drago dopo aver rotto l'illusione. Nella seconda prova, una sfinge quindi sfida Seraphim ad affrontare la sua peggiore paura, ma Seraphim afferma di non averne più ed entra in un labirinto. Heron usa l'anello di Zeus per superare i Cureti ed entrare anche lui nel regno nascosto. La sfinge affronta Heron con la consapevolezza che avrebbe potuto uccidere Seraphim e salvare molti altri se non avesse gettato via la spada. Al centro del labirinto, dove l'aquila di Zeus trasporta la Pietra Eleusina, Gaia dice a Heron che per superare la terza prova deve insegnare agli dei un valore che loro ancora non conoscono: il perdono. Gli dei arrivano e si scatena una violenta battaglia per la pietra finché Heron non la reclama e promette di essere un sovrano giusto e indulgente: decide infatti di perdonare Era per i suoi errori e convince anche Ade a rispettare la promessa fatta a Seraphim, consegnandogli l'acqua del Lete per Gorgo. Gaia assiste alla scena, felice che Heron abbia superato l'ultima prova, dimostrandosi un degno successore. Ma quando dice che Ade deve tornare nell'Oltretomba, quest'ultimo crede che ciò lo terrà separato completamente da Persefone e, preso dal panico, accoltella Heron a tradimento, rivendicando la pietra per se. Gaia immobilizza Ade e si mostra in tutta la sua furia, denunciando gli errori commessi dagli dei e di come essi continuino a preferire il potere alla pace e al perdono. Dichiarando che nessuno degli dei è più degno, Gaia decide di impartire loro una severissima punizione, pronunciando il nome della Bestia che tutti temono: Tifone. Pronunciando il nome, la Pietra Eleusina va in frantumi, rilasciando il potere in essa contenuta che ritorna da Tifone, il quale si risveglia ed emerge dalle viscere dell'Etna.